# Polyplectropus antinoos
Polyplectropus antinoos är en nattsländeart som beskrevs av Malicky 1998. Polyplectropus antinoos ingår i släktet Polyplectropus och familjen fångstnätnattsländor. Inga underarter finns listade i Catalogue of Life.